# Molise Moscato bianco spumante di qualità
Il Molise Moscato bianco spumante di qualità è un vino spumante DOC la cui produzione è consentita nelle province di  Campobasso e  Isernia.

## Caratteristiche organolettiche
- spuma: fine e persistente
- colore: giallo paglierino, più o meno intenso, a volte dorato
- odore: intenso, caratteristico, armonico
- sapore: demi-sec o dolce, armonico, fragrante, caratteristico

## Produzione
Provincia, stagione, volume in ettolitri
- nessun dato disponibile